# Liste der Naturdenkmale in Biblis
Die Liste der Naturdenkmale in Biblis nennt die im Gebiet der Gemeinde Biblis im Landkreis Bergstraße in Hessen gelegenen Naturdenkmale und gelöschten Naturdenkmale.

## Liste
| Bild | Bezeichnung                                     | Ortsteil, Lage                           | Beschreibung                                                                                           | Art         | Nr.      |
| ---- | ----------------------------------------------- | ---------------------------------------- | --- | ----------- | -------- |
| BW   | Stieleiche (Quercus robur)                      | Biblis 49° 40′ 36,6″ N, 8° 26′ 29,3″ O   | Am Schneisenkreuz. Schutzgrund ihre besondere Stärke und ausladende Äste.                              | Stiel-Eiche | 431.3-11 |
| BW   | Stieleiche (Quercus robur), vormals „Huteeiche“ | Nordheim 49° 41′ 38,8″ N, 8° 21′ 54,4″ O | Am Sommerdeich. Schutzgründe sind ihre ungewöhnliche Stammstärke, Schönheit und landeskundlicher Wert. | Stiel-Eiche | 431.3-21 |

## Liste gelöschter Naturdenkmale
| Bild | Bezeichnung  | Ortsteil, Lage                             | Beschreibung | Art  | Nr.      |
| ---- | ------------ | ------------------------------------------ | --- | ---- | -------- |
| BW   | Großer Kolk  | Wattenheim 49° 41′ 23,9″ N, 8° 23′ 39,6″ O | Kolkteich in der Feldmark Wattenheim in Nutzung von Hobbytierhaltern, hat seinen ursprünglichen Charakter seit Jahren verloren | Kolk | 431.3-31 |
| BW   | Kleiner Kolk | Wattenheim 49° 41′ 21,6″ N, 8° 23′ 44,1″ O | Kolkteich in der Feldmark Wattenheim in Nutzung von Anglern, hat seinen ursprünglichen Charakter verloren                      | Kolk | 431.3-32 |